# Férfi szupertoronyugrás a 2013-as úszó-világbajnokságon
A férfi szupertoronyugrás a 2013-as úszó-világbajnokságon egy új versenyszám volt. Az ugrók 27 méter magasról ugrottak és 5 kör volt. A versenyt július 29-én és 31-én rendezték meg.

## Eredmény
| Helyezés  | Műugró              | Nemzetiség | Első kör | Második kör | Harmadik kör | Negyedik kör | Ötödik kör | Összesítés |
| --------- | ------------------- | ---------- | -------- | ----------- | ------------ | ------------ | ---------- | ---------- |
| Aranyérem | Orlando Duque       | COL        | 106.40   | 110.70      | 100.70       | 129.60       | 142.80     | 590.20     |
| Ezüstérem | Gary Hunt           | GBR        | 106.40   | 106.60      | 102.60       | 170.10       | 103.60     | 589.30     |
| Bronzérem | Jonathan Paredes    | MEX        | 102.60   | 110.70      | 102.60       | 129.85       | 132.60     | 578.35     |
| 4         | Michal Navrátil     | CZE        | 102.60   | 104.55      | 98.80        | 115.15       | 119.60     | 540.70     |
| 5         | Matthew Cowen       | GBR        | 95.00    | 102.50      | 96.90        | 135.20       | 110.00     | 539.60     |
| 6         | Artyom Szilcsenko   | RUS        | 95.00    | 120.95      | 102.60       | 128.80       | 73.20      | 520.55     |
| 7         | Anatoliy Shabotenko | UKR        | 85.50    | 73.80       | 102.60       | 127.50       | 109.20     | 498.60     |
| 8         | Kris Kolanus        | POL        | 85.50    | 67.65       | 88.20        | 107.80       | 120.00     | 469.15     |
| 9         | Steve Lobue         | USA        | 102.60   | 98.40       | 70.30        | 79.30        | 95.20      | 445.80     |
| 10        | Blake Aldridge      | GBR        | 83.60    | 90.20       | 91.20        | 91.35        | 86.80      | 443.15     |
| 11        | Kent DeMond         | USA        | 85.50    | 86.10       | 85.50        | 88.20        | 75.40      | 420.70     |
| 12        | Cyrille Oumedjkane  | FRA        | 62.70    | 92.25       | 79.80        | 93.60        | 75.00      | 403.35     |
| 13        | Jorge Ferzuli       | MEX        | 83.60    | 12.00       | 64.80        | 95.00        | 100.80     | 356.20     |